# Lee Chapman
Lee Chapman, född 5 december 1959 i Lincoln, England, är en före detta engelsk professionell fotbollsspelare. Han spelade 567 ligamatcher och gjorde 200 mål som centerforward i bland annat Stoke City, Sheffield Wednesday och Leeds United under en spelarkarriär i 14 olika klubbar som sträckte sig 18 år mellan 1978 och 1996.
Han spelades dessutom en landskamp för England U21 1981 samt en landskamp med England B 1991.